# Kwon Yul (diễn viên)
Đây là một tên người Triều Tiên, họ là Kwon.
Kwon Se-in (tiếng Hàn: 권세인; sinh ngày 29 tháng 6 năm 1982), còn được biết đến với nghệ danh Kwon Yul (tiếng Hàn: 권율), là một nam diễn viên người Hàn Quốc. Anh nổi tiếng từ bộ phim Voice 2, Voice 3, Haechi...

## Điện ảnh

### Phim
| Năm  | Tiêu đề                                    | Vai trò                  |
| ---- | ------------------------------------------ | ------------------------ |
| 2002 | Birthday                                   |                          |
| 2008 | The Moonlight of Seoul                     | Ji-hoon                  |
| 2010 | My Dear Desperado                          | Jae-young                |
| 2012 | Pietà                                      | Man with guitar          |
| 2013 | Ingtoogi: The Battle of Internet Trolls    | Hee-joon                 |
| 2014 | Tabloid Truth                              | Han Jung-soo (khách mời) |
| 2014 | Godsend                                    | Bạn trai của So-young    |
| 2014 | The Admiral: Roaring Currents              | Yi Hoe                   |
| 2014 | Phantoms of the Archive                    |                          |
| 2014 | Twinkle Twinkle, Pitter Patter (phim ngắn) | Bình luận                |
| 2015 | Roaring Currents: The Road of the Admiral  | Dẫn chuyện               |
| 2015 | Miss the Train                             |                          |
| 2015 | Lucid Dream                                | Ji-sub                   |
| 2015 | Minority Opinion                           | Yeon-woo                 |

### Phim truyền hình
| Năm  | Tiêu đề                     | Vai trò                            | Kênh |
| ---- | --------------------------- | ---------------------------------- | ---- |
| 2007 | Mackerel Run                | Baek Heon                          | SBS  |
| 2008 | Working Mom                 | Park In-seong                      | SBS  |
| 2008 | King Sejong the Great       | Shin Suk-ju                        | KBS1 |
| 2009 | My Fair Lady                | Jung-sik                           | KBS2 |
| 2010 | Glad to Love You            | Dong-hoon                          | KBS2 |
| 2011 | Lie to Me                   | Park Hoon                          | SBS  |
| 2011 | Brain                       | Yeo Bong-gu                        | KBS2 |
| 2012 | What's Up                   | Đạo diễn Oh                        | MBN  |
| 2012 | Just an Ordinary Love Story | Han Jae-min                        | KBS2 |
| 2012 | Monster                     | Cha Eun-oh                         | jTBC |
| 2012 | My Daughter Seo-young       | Man-se, hẹn hò Ho-jung (khách mời) | KBS2 |
| 2013 | She Is Wow                  | Ji Seong-ki                        | tvN  |
| 2014 | Angel's Revenge             | Seo Ji-seok                        | KBS2 |
| 2015 | Let's Eat 2                 | Lee Sang-woo                       | tvN  |
| 2016 | One more happy ending       | Choi Hae-joon                      | MBC  |
| 2016 | Let's fight ghost           | Joo Hye Sung                       | tvN  |
| 2017 | Lời thì thầm của tội ác     | Kang Jung-ll                       | SBS  |
| 2018 | Voice 2                     | Bang Je-soo                        | OCN  |
| 2024 | Mối liên kết bí ẩn          | Park Tae Jin                       | SBS  |

### Chương trình thực tế
| Năm  | Tiêu đề                                                 | Kênh     | Ghi chú                               |
| ---- | ------------------------------------------------------- | -------- | ------------------------------------- |
| 2012 | Real Mate in Australia: Sydney Go với Kye-sang và Se-in | QTV      | Tài liệu du lịch/chương trình thực tế |
| 2012 | Yoon Kye-sang's One Table                               | O'live   | MC, nấu ăn/chương trình thực tế       |
| 2013 | Movie Star Social Club                                  | Olleh TV | Host                                  |
| 2016 | Running Man (chương trình truyền hình)                  | SBS      | Khách mời / Ep 303                    |

## Kịch
| Năm  | Tiêu đề         | Vai trò |
| ---- | --------------- | ------- |
| 2001 | Carmen          |         |
| 2002 | Our Town        |         |
| 2002 | Dongseung       |         |
| 2002 | West Side Story |         |

## Liên kết
- Kwon Yul trên Facebook (tiếng Hàn)
- Kwon Yul Lưu trữ ngày 24 tháng 4 năm 2015 tại Wayback Machine tại Saram Entertainment (tiếng Hàn)
- Kwon Yul trên HanCinema
- Kwon Yul tại Korean Movie Database
- Kwon Se-in trên IMDb